# بازیدپور
بازیدپور (به انگلیسی: Bazidpur) یک شهر در پاکستان است که در پنجاب واقع شده‌است.